# Аривака-Джанкшен (Аризона)
Аривака-Джанкшен (англ. Arivaca Junction) — переписна місцевість (CDP) в США, в окрузі Піма штату Аризона. Населення — 970 осіб (2020).

## Географія
Аривака-Джанкшен розташована за координатами 31°44′20″ пн. ш. 111°4′26″ зх. д. / 31.73889° пн. ш. 111.07389° зх. д. (31.738973, -111.073770). За даними Бюро перепису населення США в 2010 році переписна місцевість мала площу 7,57 км², уся площа — суходіл.

## Демографія
Згідно з переписом 2010 року, у переписній місцевості мешкало 1090 осіб у 337 домогосподарствах у складі 262 родин. Густота населення становила 144 особи/км². Було 388 помешкань (51/км²).
Расовий склад населення:
| - 72,0 % — білих - 2,2 % — корінних американців - 0,1 % — вихідців з тихоокеанських островів - 0,1 % — чорних або афроамериканців - 21,8 % — осіб інших рас |

До двох чи більше рас належало 3,8 %. Частка іспаномовних становила 67,6 % від усіх жителів.
За віковим діапазоном населення розподілялося таким чином: 31,5 % — особи молодші 18 років, 56,8 % — особи у віці 18—64 років, 11,7 % — особи у віці 65 років та старші. Медіана віку мешканця становила 35,3 року. На 100 осіб жіночої статі у переписній місцевості припадало 88,6 чоловіків; на 100 жінок у віці від 18 років та старших — 84,0 чоловіків також старших 18 років.
Середній дохід на одне домашнє господарство становив 49 189 доларів США (медіана — 36 354), а середній дохід на одну сім'ю — 54 671 долар (медіана — 36 927). Медіана доходів становила 37 344 долари для чоловіків та 29 167 доларів для жінок. За межею бідності перебувало 30,3 % осіб, у тому числі 54,1 % дітей у віці до 18 років та 35,1 % осіб у віці 65 років та старших.
Цивільне працевлаштоване населення становило 436 осіб. Основні галузі зайнятості: освіта, охорона здоров'я та соціальна допомога — 33,3 %, мистецтво, розваги та відпочинок — 20,2 %, науковці, спеціалісти, менеджери — 16,1 %.